# Museo Etnográfico de la Lechería
El Museo Etnográfico de la Lechería pertenece a la red de museos etnográficos de Asturias. Está situado en la localidad asturiana de La Foz de Morcín. Inaugurado en el año 1993, el museo está dedicado a la leche, el queso y la manteca. 

## El museo
La colección de piezas del museo se divide en cuatro secciones: la ganadería, la leche, la manteca y el queso. 